# Erythroxylum amplifolium
Erythroxylum amplifolium är en tvåhjärtbladig växtart som beskrevs av Henri Ernest Baillon. Erythroxylum amplifolium ingår i släktet Erythroxylum och familjen Erythroxylaceae. Inga underarter finns listade i Catalogue of Life.